# Oreornis chrysogenys
Oreornis chrysogenys là một loài chim trong họ Meliphagidae.
Nó là loài đặc hữu Tây Papua, Indonesia.